# Cinema della trasgressione
Con il termine Cinema della trasgressione (traduzione dell'inglese Cinema of Transgression) ci si riferisce ad un movimento di cineasti di film underground con base a New York, attivo dagli anni '80. La definizione fu coniata da Nick Zedd nel suo Cinema of Transgression Manifesto, pubblicato con uno pseudonimo nella rivista Underground Film Bulletin (1984–90).
Nei film del cinema della trasgressione veniva fatto un largo uso di tematiche violente e sessualmente esplicite e/o tematiche umoristiche, unite ad un sistema produttivo di film a basso costo, spesso utilizzando formati ridotti come il 16 millimetri o il Super 8 millimetri.
Aderirono al Manifesto del cinema della trasgressione, oltre che lo stesso Nick Zedd, anche Kembra Pfahler,Tessa Hughes-Freeland, Casandra Stark, Beth B, Tommy Turner, Richard Kern e Lydia Lunch.